# Querência do Norte
Querência do Norte là một đô thị thuộc bang Paraná, Brasil. Đô thị này có diện tích 914,764 km², dân số năm 2007 là 12235 người, mật độ 13,4 người/km².